# Proyecto VAHAVA
El proyecto VAHAVA (acrónimo en idioma húngaro de változás-hatás-válaszadás, "cambio de respuesta al efecto") es un proyecto húngaro de cooperación para la lucha contra el calentamiento global. Comenzó a funcionar en verano de 2003, contando con la participación de cientos de científicos, investigadores y profesionales bajo la dirección de István Láng. En una fase inicial, se analizó el efecto del cambio climático sobre la población y el territorio de Hungría, en términos de su posible impacto y posibilidad de prevención. El Foro Nacional de Hungría sobre el Cambio Climático desarrolló, basándose en el trabajo del proyecto Vahava, una estrategia elaborada para luchar contra el Cambio.
Los análisis del Proyecto Vahava concluyeron que el país debía prepararse para el calentamiento y los fenómenos meteorológicos extremos. Se aconsejó el pronto comienzo de los preparativos de cara a la prevención y se recomendaron propuestas que debían ser elaboradas y publicadas. Claves en la toma de decisiones serían los gobiernos locales, las empresas y el público en general, de cara a elaborar una información pertinente, adecuada y fidedigna.
Al mismo tiempo, se concluyó que Hungría debía contribuir más al control del calentamiento global para alcanzar la reducción de emisiones de dióxido de carbono: Hungría cumple el compromiso de Kioto, pero a largo plazo es necesaria una mayor participación de las energías renovables en el suministro de energía al país, el ahorro de energía y en mejoras de la eficiencia energética. 
La reducción del consumo de energía constituiría un beneficio económico para el país, debido a la mejora de la seguridad energética y a la reducción de la dependencia del país en lo relativo a las importaciones de energía.